# Silvano Chimenti
Silvano Chimenti (Taranto, 30 aprile 1947) è un chitarrista italiano.

## Biografia
Figlio di operai, dopo aver studiato pianoforte al conservatorio sceglie di passare alla chitarra, che impara da autodidatta, e comincia a suonare con alcuni amici.
Chimenti inizia la sua carriera fondando il gruppo beat dei Planets, con cui si trasferisce da Taranto a Roma ed ha le prime esperienze discografiche, e con il quale appare anche in alcune pellicole.
Continua la carriera di chitarrista nei Pataxo and the Others, affiancando però anche una proficua attività di session man presso la RCA: è suo ad esempio l'arpeggio di chitarra 12 corde con cui inizia Un mondo d'amore di Gianni Morandi.

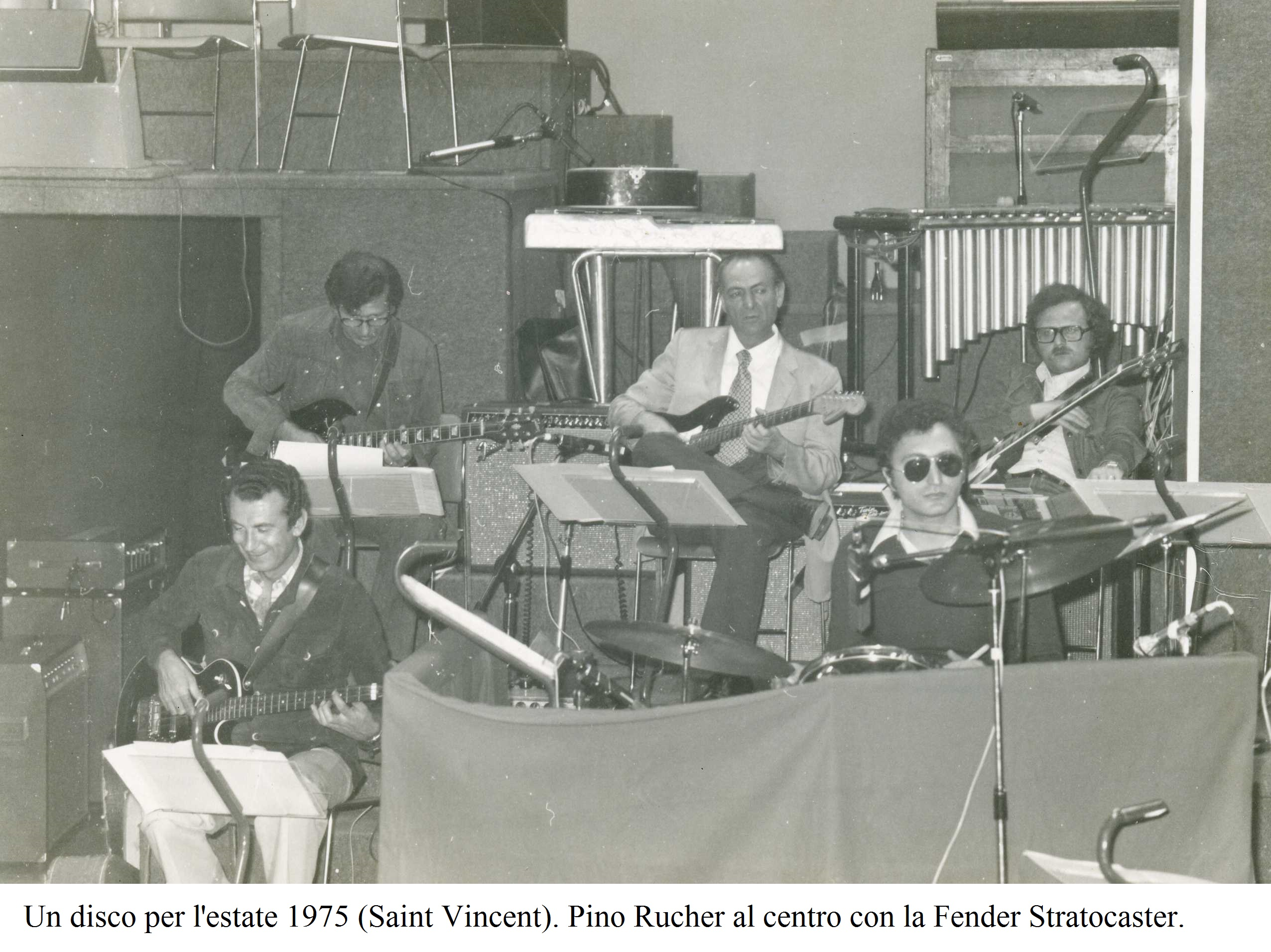
Un disco per l'estate 1975. In alto a destra, Silvano Chimenti alla chitarra.

Nel 1970 incide Viaggio attraverso i problemi dell'uomo: droga per la Roman Record Company di Gaetano Pulvirenti: si tratta di un album interamente strumentale, con influssi beat, jazz e psichedelici, che da molti viene considerato uno dei primi dischi di progressive italiano.
Nei primi anni '70 suona in alcuni dischi che faranno la storia della musica italiana, come Questo piccolo grande amore di Claudio Baglioni, Tutto Modugno di Domenico Modugno, Non al denaro non all'amore né al cielo e Storia di un impiegato di Fabrizio De André.
Ha collaborato inoltre con Ennio Morricone, suonando nelle colonne sonore dei film Metti una sera a cena, Quattro mosche di velluto grigio, Sacco e Vanzetti e Il mio nome è Nessuno. Ha collaborato anche con Loretta Goggi dove nel 1981 ha suonato insieme a Totò Savio e a Luciano Ciccaglioni nella canzone Maledetta primavera, ma solo Savio è anche autore della musica. Ha collaborato anche con Donatella Moretti, Massimo Ranieri, Angelo Branduardi, Ornella Vanoni, Sergio Caputo, Marcello Marrocchi, Christian De Sica.
Insieme al jazzista Enrico Pieranunzi forma nel 1976 i Pulsar: il loro unico album viene usato per la colonna sonora del film Milano violenta di Mario Caiano.
Chimenti è poi entrato come chitarrista nell'orchestra della Rai CPTV di Roma(collaborando con importanti maestri come Victor Bach, Gianni Ferrio Bruno Canfora, Pippo Caruso, Marcello De Martino ed altri), ed in questo ruolo ha suonato in svariate edizioni del Festival di Sanremo.
Nel 1988 ha suonato con il grande violinista jazz Americo Del Ventura, e nel 1992 incide un CD di jazz, intitolato Soft impression, come Silvano Chimenti quartet, in cui partecipa come ospite Oscar Valdambrini. Nel periodo 1994-1995 arrangia il jingle dei programmi prodotti da RTI.

## Discografia

### 33 giri
- 1967 - The Planets (ARC, SA 20)
- 1970 - Viaggio attraverso i problemi dell'uomo: droga (Roman Record Company, rrc ag 101)
- 1976 - I Pulsar n° 1 - Colonna sonora originale del film Milano violenta (Cometa Edizioni Musicali)
- 1980 - Disco Music (Usignolo Edizioni Musicali)

### CD
- 1992 - Soft impression (pubblicato come Silvano Chimenti Quartet)

### 45 giri
- 1968 - Tempo/Domani, sempre (ARC (pubblicato come Pataxo and the Others)

## Dischi di altri artisti in cui ha suonato Silvano Chimenti
Tranne dove indicato, i dischi sono da intendersi come 33 giri o CD
| Anno | Interprete                     | Titolo Album o singolo                            |
| ---- | ------------------------------ | ------------------------------------------------- |
| 1967 | Gianni Morandi                 | Un mondo d'amore/Questa vita cambierà (45 giri)   |
| 1969 | Piero Umiliani                 | La legge dei gangsters - colonna sonora originale |
| 1969 | Giovanni Tommaso               | Indefinitive Atmosphere                           |
| 1970 | Alessandro Brugnolini          | Overground                                        |
| 1970 | Giovanni Tommaso               | Giovanni Tommaso with The Healthy Food Band       |
| 1970 | Shel Shapiro                   | Mi chiamo David Shel Shapiro                      |
| 1971 | Fabrizio De André              | Non al denaro non all'amore né al cielo           |
| 1972 | Giovanni Tommaso               | "Vivere a Tokio: città del Paradiso"              |
| 1972 | Claudio Baglioni               | Questo piccolo grande amore                       |
| 1972 | Domenico Modugno               | Tutto Modugno                                     |
| 1972 | Donatella Moretti              | Conto terzi                                       |
| 1972 | Mina                           | Dalla Bussola                                     |
| 1973 | Fabrizio De André              | Storia di un impiegato                            |
| 1974 | Angelo Branduardi              | Angelo Branduardi                                 |
| 1974 | Tony Cicco                     | Notte                                             |
| 1975 | Tony Cicco                     | E mia madre                                       |
| 1976 | Gianni dell'Orso e Gianni Oddi | Mondo di notte oggi -colonna sonora originale     |
| 1976 | Massimo Ranieri                | Meditazione                                       |
| 1977 | Puccio Roelens                 | Rock Satellite                                    |
| 1979 | Ornella Vanoni                 | Oggi le canto così, vol.1                         |
| 1981 | Loretta Goggi                  | Il mio prossimo amore                             |
| 1982 | Franco Califano                | In concerto dal Blue Moon di Ogliastro Marina     |
| 1982 | Stefano Rosso                  | Donne                                             |
| 1983 | Marcello Marrocchi             | Fermatevi                                         |
| 1983 | Sergio Caputo                  | Un sabato italiano                                |
| 1991 | Franco Califano                | Se il teatro è pieno                              |
| 1994 | Christian De Sica              | Sono tre parole                                   |

## Filmografia
- 1966: Rita la zanzara di Lina Wertmüller
- 1966: Perry Grant agente di ferro di Luigi Capuano
- 1967: Colpo maestro al servizio di sua maestà britannica di Michele Lupo